# Litauens uafhængighedserklæring
Litauens uafhængighedserklæring (litauisk: Lietuvos Nepriklausomybės Aktas) var et dokument udstedt af Taryba den 16. februar 1918. Dokumentet forkyndte genoprettelsen af et demokratisk, uafhængigt land, Litauen, med Vilnius som hovedstad. Erklæringen blev underskrevet af 20 repræsentanter, under ledelse af Jonas Basanavičius. Uafhængighedserklæringen var det endelige resultat af en række beslutninger, blandt andet de, der blev besluttet på Vilnius-konferencen og i Loven af 8. januar. Vejen til erklæringen var lang og kompliceret, fordi det Tyske kejserrige pressede Taryba til at alliere sig med dem. Taryba måtte omhyggeligt beslutte nye ting, og undgå at provokere det Tyske kejserrige, hvis tropper stadig var i Litauen, og det Litauiske folk, som havde store forventninger.

## Galleri
- De 20 repræsentanter, der underskrev uafhængighedserklæringen
- Bygningen i Pilies gatvė, hvor uafhængighedserklæringen blev underskrevet